# 1945 год в литературе

## События
- 20 сентября в Минске открыт Литературный музей Янки Купалы.
- В октябре в селе Верхнее Аблязово (ныне село Радищево) Кузнецкого района Пензенской области открыт Музей А. Н. Радищева.

## Премии

### Международные
- Нобелевская премия по литературе — Габриэла Мистраль, «За поэзию истинного чувства, сделавшую её имя символом идеалистического устремления для всей Латинской Америки».

### США
- Пулитцеровская премия:
  - в категории художественное произведение, написанное американским писателем,— Джон Херси, «Колокол для Адано»
  - в категории драматического произведения для театра — Мэри Чейз, «Харви»
  - в категории поэзия— Карл Шапиро, «Письмо с фронта»

### Франция
- Гонкуровская премия — Жан-Луи Бори, «Моё село в немецкие времена»
- Премия Ренодо — Анри Боско, «Хутор Теотим»
- Премия Фемина — Anne-Marie Monnet, Le Chemin du soleil

## Книги
- «Жанна д’Арк» — произведение Мориса Метерлинка.
- «От Белгорода до Карпат» — книга Бориса Полевого.
- «Полководец» — произведение Константина Тренёва.
- «Репортаж с петлёй на шее» — книга, написанная в нацистской тюрьме Юлиусом Фучиком (написана в 1942—1943, опубликована в 1945).

### Романы
- «Возвращение в Брайдсхед» — роман Ивлина Во.
- «Дивья» — роман индийского писателя Яшпала.
- «Консервный ряд» — роман Джона Стейнбека.
- «Рыжим Орм» — роман Франца Гуннара Бенгтссона.
- «Синухе, египтянин» — роман финского писателя Мики Валтари.
- «Триумфальная арка» — роман Эриха Марии Ремарка.

### Повести
- «Скотный двор» — сатирическая повесть-притча, антиутопия Джорджа Оруэлла.
- «Товарищи» — повесть Анатолия Калинина.
- «Четвёртая высота» — повесть советской писательницы Елены Ильиной.

### Пьесы
- «Бедный Конрад» (Der arme Konrad) — радиопьеса Фридриха Вольфа.
- «Безумная из Шайо» — пьеса Жана Жироду.
- «Второе дыхание» — пьеса Александра Крона.
- «За тех, кто в море» — пьеса Бориса Лавренёва.
- «Новогодняя ночь» — пьеса Александра Гладкова.
- «Профессор Мамлок» (Professor Mamlock) — радиопьеса Фридриха Вольфа.
- «Что человек посеет» (Was der Mensch säet) — пьеса Фридриха Вольфа.

### Поэзия
- «Василий Тёркин» — поэма Александра Твардовского (публиковалась частями с 1941 года).

## Родились
- 30 января — Жуматай Жакыпбаев (ум. 1990), казахский поэт; член Союза писателей Казахстана.
- 7 марта — Элизабет Мун, американская писательница-фантаст.
- 13 мая — Райко Петров Ного, сербский поэт, прозаик, публицист, эссеист.
- 9 июля — Дин Кунц, американский писатель.
- 1 октября — Виктория Дауётите-Пакярене, литовский литературовед.
- 11 ноября — Петер Бекселль, шведский духовный писатель.
- 31 декабря — Конни Уиллис (англ. Connie Willis), американская писательница.

## Умерли
- 10 января — Рудольф Борхардт, немецкий писатель, эссеист, поэт-лирик, переводчик (родился в 1877).
- 23 февраля — Алексей Николаевич Толстой (родился в 1883).
- 3 июня — Викентий Викентьевич Вересаев, русский советский писатель (родился в 1867).
- 14 июня — Григорий Борисович Адамов, русский советский писатель (родился в 1886).
- 7 июля — Саломея Нерис, литовская поэтесса (родилась в 1904).
- 20 июля — Поль Валери, французский писатель (родился в 1871).
- 9 сентября — Зинаида Николаевна Гиппиус, русская писательница, драматург, литературный критик (родилась в 1869).
- 18 ноября — Ви́таутас Бичю́нас, литовский критик, драматург, режиссёр, прозаик, художник (родился в 1893).
- 10 декабря — Август Вермейлен, бельгийский писатель, литературный критик (род. в 1872).
- 23 декабря  –  Могенс Клитгор, датский писатель.
- Роберт Деснос, французский поэт, писатель и журналист (родился в 1900).
- Зуфархон Джавхари, таджикский поэт и писатель (родился в 1860).